# Spirit
Spirit (Mars Exploration Rover – A, MER-A; hrv. Duh), NASA-in robotski rover na Marsu aktivan u razdoblju od 2004. do 2010., prvi od dva iz programa Mars Exploration Rovers. Lansiran je 10. lipnja 2003. Uspješno je sletio 4. siječnja 2004., tri tjedna prije Opportunityja (MER-B) i na drugoj strani planeta, u predjelu Gusev kratera. Rover je uspješno završio svoju planiranu misiju od 90 solova (Marsovskih dana). U travnju 2009. rover je zapeo u pijesak bez mogućnosti da se iz njega izvuče. U tom trenutku istraživao je područje Home Plate. Posljednja komunikacija s Spiritom ostvarena je 22. ožujka 2010. nakon čega je zbog malo raspoložive električne energije, najvjerojatnije započeo hibernacijski način rada.
Pokušaji da se s roverom uspostavi veza službeno su prekinuti 24. svibnja 2011., kada je NASA objavila da su napori za komunikaciju s roverom završeni, nazivajući misiju završenom. Svečani oproštaj dogodilo se u sjedištu NASA-e nedugo zatim.
Laboratorij za mlazni pogon (JPL), odjel Kalifornijskog tehnološkog instituta u Pasadeni, upravljao je projektom Mars Exploration Rover za NASA-in ured za svemirsku znanost u Washingtonu. Cijeli projekt stajao je 800 milijuna dolara.

## Pregled misije
Planirano je da će prvotna površinska misija za Spirit trajati najmanje 90 sola. Misija je produžena nekoliko puta i trajala je oko 2208 sola. Dne 11. kolovoza 2007. Spirit je postigao drugo najduže operativno trajanje na površini Marsa za lander ili rover na 1282 sola, jedan sol duže od Vikinga 2. Viking 2 pokreće nuklearna ćelija dok Spirit pokreću solarni paneli. Dok ga Opportunity nije nadmašila 19. svibnja 2010., marsovska sonda s najduljim operativnim razdobljem bila je Viking 1 koja je na površini Marsa trajala 2245 solova. Dne 22. ožujka 2010. godine Spirit je poslao posljednju poruku, čime je zaostao nešto više od mjesec dana iza rekorda Vikinga 1.
Istraživanje je počelo u siječnju 2004. godine kad je sletio na Mars. Podatci koje je prikupio pomogli su znanstvenicima da ocijene jesu li znakovi nekadašnjeg prisustva vode na Marsu možda nekad omogućavali život na negostoljubivome Crvenom planetu. Rover je prikupljao kamenja i mikroskopski ga analizirao, spektometrima je određivao sastav, a usitnjavao ga je alatom sličnim geološkom čekiću.
Spiritova ukupna odometrija do 22. ožujka 2010. (sol 2210) iznosi 7.730,50 m

## Projektiranje i izgradnja
Spirit (i njegov blizanac, Opportunity) su roboti na 6 kotača pogonjeni solarnim panelima. Roboti su visoki 1,5 m, 2,3 m široki, 1,6 m dugački i mase 180 kg. Šest kotača na rocker-bogie sustavu omogućuje kretanje po neravnom terenu. Svaki kotač ima svoj motor. Vozilo je upravljano sprijeda i straga i dizajnirano je za sigurno djelovanje na nagibima do 30 stupnjeva. Najveća brzina je 5 cm/s, iako je prosječna brzina oko 1 cm/s. Spirit i Opportunity imaju na sebi komade metala palog Svjetskog trgovačkog centra koji su "pretvoreni u štitnike radi zaštite kablova na mehanizmima za bušenje".
Solarni paneli daju oko 140 vata do četiri sata po Marsovskom danu (sol), dok litij-ionske baterije s punjivim baterijama pohranjuju energiju za upotrebu noću. Spiritovo putno računalo koristi 20 MHz RAD6000 CPU sa 128 MB DRAM-a, 3 MB EEPROM-a i 256 MB flash memorije. Radna temperatura rovera kreće se u rasponu od −40 to +40 ° Celzija i radioizotopske grijalice osiguravaju osnovnu razinu grijanja, a po potrebi im pomažu električni grijači. Zlatni film i sloj silika aerogelom osiguravaju izolaciju. 
Komunikacija ovisi o svesmjernoj anteni s malim dobitcima koja komunicira niskom brzinom prijenosa i upravljivom antenom visokog pojačanja, obje u izravnom kontaktu sa Zemljom. Antena s malim pojačanjem koristi se i za prenošenje podataka svemirskim letjelicama u orbiti s Marsa.

### Znanstveni instrumenti
Znanstveni instrumenti uključuju:
- Panoramska kamera (Pancam) - ispituje teksturu, boju, mineralogiju i strukturu lokalnog terena.
- Navigacijska kamera (Navcam) - jednobojna s većim vidnim poljem, ali nižom razućivošću, za navigaciju i vožnju.
- Minijaturni spektrometar toplinske emisije (Mini-TES) - identificira obećavajuće stijene i tla za detaljnije ispitivanje i određuje procese koji su ih stvorili.
- Hazcams, dvije crno-bijele kamere vidnog polja 120°, koji pružaju dodatne podatke o okruženju rovera.

Roverova robotska ruka drži sljedeće instrumente:
- Mössbauerov spektrometar (MB) MIMOS II - koristi se za ispitivanja mineralogije stijena izbliza i tla koje nose željezo.
- Referentni spektrometar čestica alfa čestica (APXS) - analiza izbliza obilja elemenata koji čine stijene i tla.
- Magneti - za prikupljanje magnetskih čestica prašine.
- Mikroskopski imager (MI) - dobiva krupne slike, visoke rezolucije stijena i tla.
- Rock Abrasion Tool (RAT) - izlaže svježi materijal za ispitivanje instrumentima na brodu.

## Tijek misije

### 2003.
Spirit je lansiran na utorak 10. lipnja 2003. godine. Loše vrijeme nad floridskim Cape Canaveralom prisililo je NASA-u da u nedjelju i ponedjeljak odgodi lansiranje pa je raketa sa Spiritom, prvim od Mars Exploration Rovera, poletjela u utorak.

### 2004.
Spirit je na Mars sletio 4. siječnja 2004. u predio kratera Gusev. Robot se spustio na Mars u 04:35 sati po GMT-ju nakon što mu je trebalo šest minuta da prođe atmosferu Marsa. Prvu sliku u boji snimio je 6. siječnja iste godine. NASA je očekivala da će rover raditi samo 90 dana, uz prijeđenu udaljenost od 600 m. Međutim, rover je nastavio raditi čak 7 godina i pritom prijeći 7,7 km. Dne 21. siječnja 2004. (sol 17) Spirit je naglo prestao komunicirati s kontrolom misije. Sutradan je rover uputio zvučni signal od 7,8 bit/s, potvrdivši da je primio prijenos sa Zemlje, ali naznačavajući da je u kvaru. Na naredbe bi odgovarao samo isprekidano. Ovo je opisano kao vrlo ozbiljna anomalija, ali potencijalno nadoknadiva ako se radi o pitanju programske podrške ili memorije, a ne ozbiljnom greškom sklopovlja. Spiritu je bilo naređeno da šalje inženjerske podatke, a 23. siječnja poslao je nekoliko kratkih sporih poruka prije nego što je napokon poslao 73 megabita putem X opsega na Mars Odyssey. Greška je ispravljena 6. veljače. Za prvo namjerno brušenje stijene na Marsu, ekipa rovera Spirit odabrala je stijenu koja se zove "Adirondack". Da bi došao tamo, rover se okrenuo za 40 stupnjeva u kratkim lukovima, ukupno 95 cm. Zatim se okrenuo prema mjestu stijene i odvezao se četiri kratka poteza ravno, ukupno 1,9 m. Adirondack je izabran preko druge stijene nazvane "Sashimi", koja je bila bliže roveru, jer je površina Adirondacka bila glađa, što je činilo prikladnijom za alat za abraziju stijena ("RAT"). Dne 5. ožujka 2004. NASA je objavila da je Spirit pronašao tragove vode na Marsu u stijeni nazvanoj "Humphrey". 7. ožujka rover je postao prvo svemirsko vozilo koje je uslikalo Zemlju s nekog drugog planeta. Dne 11. ožujka rover je došao do ruba kratera Bonneville. Spirit je vozio izravno iz kratera Bonneville do brda Columbia. Stazu su inženjeri izravno kontrolirali samo kada je bilo teško kretati se terenom; inače se rover vozio u autonomnom načinu rada. Na sol 159, Spirit je postigao prvi od mnogih ciljeva u podnožju brda Columbia, nazvanog West Spur. Unutar jedne šupljine, pronađena je stijena koja sadrži hematit, a ona se jedino može napraviti u doticaju s vodom. Kako se proizvedena energija iz solarnih panela smanjivala zbog zalazećeg sunca i prašine, uveden je način dubokog mirovanja. U ovom načinu rover je potpuno isključen tijekom noći kako bi se uštedjela energija, čak i pod cijenu zakazivanja instrumenata. Ruta je odabrana tako da ploče rovera mogu biti što je više moguće nagnute prema zimskom suncu. 

### 2005.
Godine 2005. Spirit se polako uspinjao prema vrhu brda Husband, do kojeg je stigao u kolovozu te godine. Tijekom puta, Spirit je 9. ožujka zabilježio, vjerojatno tijekom marsovske noći, da je učinkovitost roverovog solarnog panela skočila s izvornih ~ 60 % na 93 %, nakon čega je 10. ožujka uslijedilo viđenje prašnjavog vraga. Prašnjavi vrag je snažan, dobro oblikovan i relativno kratkotrajan vrtlog, koji se kreće od malog (pola metra širine i nekoliko metara visine) do velikog (više od 10 metara i više od 1000 metara). NASA-ini znanstvenici nagađaju da je prašnjavi vrag morao očistiti solarne ploče, što je možda znatno produžilo trajanje misije. To ujedno znači da je Spirit ili Opportunity prvi put uočio prašnjave vragove i jedan je od najboljih trenutaka misije. Prašnjave vragove prethodno je fotografirala samo sonda Pathfinder.

### 2006.
2006. godine Spirit se odvezao do područja nazvanog Home Plate i stigao do njega u veljači. Za događaje u NASA-i 2006. pogledajte NASA Spirit Archive 2006  Arhivirana inačica izvorne stranice od 18. ožujka 2012. (Wayback Machine)
Sljedeća Spiritova postaja je prvotno trebala biti sjeverna strana McCool brda, gdje je Spirit trebao primiti adekvatnu sunčevu svjetlost za nastavak rada tijekom Marsovske zime. 16. ožujka 2006. JPL je objavio da je Spiritov problematični prednji kotač potpuno prestao raditi. Unatoč tome, Spirit je i dalje napredovao prema McCool brdu jer je kontrolni tim programirao rover da vozi prema McCool brdu unatrag, vukući svoj razbijeni kotač. Krajem ožujka Spirit je naišao na labavo tlo koje je ometalo njegov napredak prema brdu McCool. Donesena je odluka da se zaustave pokušaji da se dosegne brdo McCool i umjesto toga parkiraju na obližnjem grebenu nazvanom Low Ridge Haven. Tamo je došao 6. travnja i pritom pronašao nekoliko meteorita.

### 2007.
4. siječnja 2007. (sol 1067) oba rovera dobila su novi softver na ugrađenim računalima. Ažuriranje je stiglo točno na treću godišnjicu njihovog slijetanja. Novi sustavi dopuštaju roverima da odluče hoće li prenijeti sliku ili ne i hoće li ili ne ispružiti ruke za ispitivanje stijena.
Dok je putovao u ožujku 2007., povlačeći mrtvi kotač iza sebe, kotač je skinuo gornji sloj marsovskog tla otkrivši mrlju tla bogatu silicijevim dioksidom za koju znanstvenici kažu da pokazuje dokaze o prošlosti koja bi bila savršena za život mikroba. Slično je s područjima na Zemlji gdje su voda ili para iz vrućih izvora (vulkana ili gejzira) dolazili u kontakt s vulkanskim stijenama. Na Zemlji su hidrotermalni nanosi znak života i silicijev dioksid nađen blizu grotla sadrži fosile i ostatke mikroba
Tijekom 2007. Spirit je proveo nekoliko mjeseci u blizini podnožja visoravni Home Plate. Sola 1306 Spirit popeo se na istočni rub visoravni. U rujnu i listopadu pregledao je stijene i tla na nekoliko lokacija na južnoj polovini visoravni. 6. studenoga Spirit je stigao do zapadnog ruba Home Plate i počeo slikati panoramski pregled zapadne doline s vidljivim brdom Grissom i brdom Husband. Panoramska slika objavljena je na NASA-inoj web stranici 3. siječnja 2008. s malo pažnje, sve do 23. siječnja, kada je neovisna web stranica objavila uveličani detalj slike koji je pokazao stijenu visine nekoliko centimetara nalik humanoidnoj figuri gledano s druge strane s djelomično podignutom desnom rukom.  
Krajem lipnja 2007., niz pješčanih oluja počeo je oblačiti marsovsku atmosferu prašinom. Oluje su se pojačale i do 20. srpnja i Spirit i Opportunity su bili suočeni sa stvarnom mogućnošću kvara sustava zbog nedostatka energije. Nakon oluja, količina generirane energije uvelike je smanjena na 128 vati na sat. Ako roveri generiraju manje od 150 vati na sat dnevno, moraju početi prazniti baterije kako bi upalili grijače za preživljavanje. Ako se baterije isprazne, ključni električni elementi vjerojatno neće uspjeti zbog jake hladnoće. Oba rovera stavljena su u postavku najmanje snage kako bi se čekalo oluje. Ključni problem uzrokovan pješčanim olujama bilo je dramatično smanjenje solarne energije uzrokovano time što je bilo toliko prašine u atmosferi da je ona blokirala 99 posto izravne sunčeve svjetlosti Opportunityu, a malo više prema Spiritu. Solarni nizovi na roverima obično mogu stvoriti do 700 vati na sat energije po Marsovskom danu. Oba rovera stavljena su u postavku najmanje snage kako bi se čekao kraj oluje. Početkom kolovoza oluje su se počele malo čistiti, što je omogućilo roverima da uspješno pune baterije. Držali su ih u stanju hibernacije kako bi čekali ostatak oluje. 

### 2008.
Glavna briga bila je Spiritova energetska razina. Kako bi povećao količinu svjetlosti koja udara u solarne ploče, rover je bio parkiran u sjevernom dijelu Home Plate na što strmijoj padini. Očekivalo se da će se razina prašine na solarnim pločama povećati za 70 posto i da će za preživljavanje zime biti potreban nagib od 30 stupnjeva. U veljači je postignut nagib od 29,9 stupnjeva. Ponekad je bila dostupna dodatna energija, a napravljena je i panorama visoke razlučivosti nazvana Bonestell. U drugim vremenima kada je bilo dovoljno solarne energije za ponovno punjenje baterija, komunikacija sa Zemljom bila je svedena na minimum i isključeni su svi nepotrebni instrumenti. Pri zimskom solsticiju, proizvodnja energije opala je na 235 vati na sat po solu.  
Dana 10. studenog 2008., velika olujna prašina dodatno je smanjila snagu solarnih panela na 89 vati na sat po danu - kritično niska razina.  Dužnosnici NASA-e nadali su se da će Spirit preživjeti oluju i da će razina energije porasti nakon što oluja prođe i nebo se počne čistiti. Pokušali su uštedjeti energiju isključivanjem sustava na dulje vrijeme, uključujući grijače. 13. studenog 2008., rover se probudio i komunicirao s kontrolom misije prema rasporedu. 

### 2009.
2009. NASA-in robot prvi put je zakazao u slanju informacija s Marsa na Zemlju, a na "crvenom planetu" Spirit je već 1800 dana. Inženjeri u NASA-i prijavili su u srijedu kvar na robotu dok su Spiritu davali upute za kretanje. Njihove naredbe da se pokrene robot je cijelo vrijeme ignorirao i ostao na mjestu, a i izgubio je pamćenje pa se ne sjeća što je sve radio u posljednjih 1800 dana. Spirit je tako lutao po Marsu nekoliko sati, a dan je završio na istome mjestu odakle je krenuo. Sljedeći dan inženjeri u NASA-i uspjeli su obuzdati Spirita. Znanstvenici pretpostavljaju da je robot pogodila kozmička zraka i tako mu oštetila elektroničke vodove i poremetila "pamćenje". Robot je nakon toga normalno profunkcionirao i izvršavao sve zapovijedi koje su mu slali iz NASA-e.
1. svibnja 2009. rover je svojim prednjim lijevim kotačem slomio tanku pokoricu iznad mekog rastresitoga tla. Kotač se zakopao, a manevri kojim su ga htjeli isprva osloboditi učinili su da se u prijesku i prašini zakopao sva svih šest kotača preko polovice visine samih kotača. 7. prosinca 2009. (sol. 2116 ) prednji desni kotač iznenada je počeo normalno raditi za prva tri od četiri pokušaja rotacije. Bilo je nepoznato kakav će učinak imati na oslobađanju rovera ako kotač ponovno postane potpuno operativan. Desni stražnji kotač je također zastao 28. studenog (sol 2097) i ostao je neupotrebljiv do kraja misije. Ovaj je rover ostavio samo četiri potpuno operativna kotača. Ako tim ne bi mogao pokrenuti pokret i prilagoditi nagib solarnih panela, ili dobiti povoljan vjetar za čišćenje ploča, rover bi mogao održavati operacije do svibnja 2010. godine.

### 2010. i 2011.
U siječnju 2010. stručnjaci u laboratoriju JPL na Caltechu u Pasadeni, odakle planetarni znanstvenici rovere vode i tumače njihova otkrića, već su bili zaključili da će rover ondje i ostati te da će ga dalje voditi kao nepokretni instrument. Zato su ga, kad manevri za izvlačenje iz pješčane klopke nisu dali rezultata, pripremili da preživi Marsovu zimu i s prvim proljetnim suncem napuni baterije za još barem jedan pokušaj da se izvuče. A ako mu to ne uspije, da barem zadrži solarne ploče u dobrom položaju. Najnovije slike oživjeloga Spirita su pokazale - upravo na tom mjestu gdje je zaglibio -da se preko zime nešto dogodilo. Širokokutna kamera s crno-bijelom slikom koja stručnjacima služi za orijentaciju naslutila je, a druge kamere su pokazale da je slutnja utemeljena: tlo ispod njega je od Marsove jeseni do sadašnjega proljeća promijenilo strukturu. Slojevi ispod površinskog crvenkastog sloja ravnomjerno su se stanjili. Stručnjaci pretpostavljaju da je u prašnom sloju pred zimu bilo dosta kristala sublimirane vlage, koja je s proljetnim suncem dijelom ishlapila u rijetku atmosferu, a dijelom se tekuća ocijedila u veću dubinu. Ti su gubici u načelu ravnomjerni u cijelom krajoliku oko rovera, pa su sve raspoložive kamere detaljno snimile roverov okoliš koji je, usput, prilično šarolik. U rastresitu su tlu zamijećene da su i tvari koje se lako otapaju u vodi, poput željeznoga sulfata, na proljetnim snimkama također znatno stanjene.
Posljednja komunikacija s roverom bila je 22. ožujka 2010. (sol 2208)  i postoji velika mogućnost da su roverove baterije izgubile toliko energije u nekom trenutku da je misijski sat stao. U prethodnim zimama rover se mogao parkirati na padini okrenutoj suncu i zadržati svoju unutarnju temperaturu iznad −40 °C, ali kako se rover zaglavio na ravnom terenu, procjenjuje se da je njegova unutarnja temperatura pala na −55 °C. Da je Spirit preživio ove uvjete i došlo do čišćenja, postojala je mogućnost da se s južnim ljetnim solsticijom u ožujku 2011. solarna energija poveća na razinu koja bi probudila rover.
Pokušaji komunikacije
Spirit ostaje nečujan na svom položaju, zvanom "Troja", na zapadnoj strani Home Platea. Od 2018., s roverom nema komunikacije od 22. ožujka 2010. (sol 2208 ).
Vjerojatno je da je Spirit doživio grešku male snage i isključio je sve podsustave, uključujući komunikaciju, i ušao u dubok san, pokušavajući napuniti baterije. Također je moguće da je rover doživio grešku u misijskom satu. Da se to dogodilo, rover bi izgubio put i pokušao ostati zaspati dok dovoljno sunčeve svjetlosti ne udari u solarne nizove da ih probude. To se stanje naziva "Solar Groovy." Kad bi se rover probudio iz greške sata misije, samo bi ga slušao. Od 26. srpnja 2010. (sol 2331) implementiran je novi postupak rješavanja moguće greške sata misije. 
Svaki sol, kontrolor misije Deep Space Network poslao je skup X-band naredbi "Sweep & Beep". Da je rover doživio kvar misijskog sata, a zatim se probudio tijekom dana, slušao bi ga kroz kratke, 20-minutne intervale tijekom svakog sata budnosti. Zbog moguće greške sata, vremenski interval ovih 20-minutnih intervala slušanja nije bio poznat, pa su poslane višestruke naredbe "Sweep & Beep". Da je rover čuo jednu od ovih naredbi, odgovorio bi X-band signalnim signalom, ažurirao kontrolere misije o svom statusu i omogućio im da dalje istražuju stanje rovera. Ali čak ni s ovom novom strategijom, nije bilo odgovora.
Rover je prešao 7,730.5 metara sve dok nije postao nepokretan. 
Kraj misije
JPL je nastavio pokušaje da povrati kontakt sa Spiritom sve do 24. svibnja 2011., kada je NASA najavila prekid kontakata i završetak misije. Prema NASA-i, rover je vjerojatno doživio pretjerano hladne "unutarnje temperature" zbog "neadekvatne energije za pokretanje grijača za preživljavanje", koja je zauzvrat bila rezultat "stresne marsovske zime bez puno sunčeve svjetlosti". Mnoge kritične komponente i spojevi bili bi "osjetljivi na oštećenja od hladnoće".

## Otkrića
Stijene na ravnicama Guseva su vrsta bazalta. Sadrže minerale olivin, piroksen, plagioklazu i magnetit, a izgledaju poput vulkanskog bazalta jer su sitnozrnati s nepravilnim rupama (geolozi bi rekli da imaju vezikule i vugule). Veliki dio tla na ravnicama nastao je raspadom lokalnih stijena. U nekim tlima pronađena je poprilično visoka razina nikla; vjerojatno od meteorita. Analiza pokazuje da su stijene malo izmijenjene malim količinama vode. Vanjski premazi i pukotine unutar stijena sugeriraju minerale natapane u vodi, možda bromove spojeve. Sve stijene sadrže fini premaz prašine i jednu ili više tvrđih materijala. Jedna vrsta se može četkati, a drugu je potrebno brusiti alatom za abraziju stijena (RAT). Na brdima Columbia postoje razne stijene, od kojih su neke promijenjene vodom, ali ne i s puno vode. Prašina u krateru Gusev jednaka je prašini po cijelom planetu. Otkriveno je da je sva prašina magnetska. Štoviše, Spirit je otkrio da je magnetizam uzrokovan mineralnim magnetitom, posebno magnetitom koji je sadržavao element titan. Jedan magnet uspio je potpuno preusmjeriti svu prašinu, pa se smatra da je sva marsovska prašina magnetska. Spektri prašine bili su slični spektrima svijetlih, nisko termičkih inercijskih područja poput Tharsisa i Arabije koje su otkrili orbiteri. Tanak sloj prašine, možda manje od jednog milimetra prekriva svu površinu. Nešto u njemu sadrži malu količinu kemijski vezane vode.

## Astronomija
Spirit je usmjerio svoje kamere prema nebu i promatrao tranzit Sunca Marsovim mjesecom Deimosom (vidi Tranzit Deimosa s Marsa ). Također je snimio prvu fotografiju Zemlje s površine drugog planeta početkom ožujka 2004. godine. 
Krajem 2005. godine Spirit je iskoristio povoljnu energetsku situaciju kako bi obavio višestruka noćna promatranja oba Marsova mjeseca Fobosa i Deimosa. Ta su promatranja uključivala pomrčinu Fobosa dok je Spirit promatrao kako Fobos nestaje u Marsovoj sjeni. Neki od Spiritovih astronomskih promatranja neba koji su gledali osmišljeni su tako da traže predviđenu meteorski pljusak uzrokovan Halleyjevim kometom, a iako su barem četiri snimljene pruge sumnjivi meteori, nisu se mogli nedvosmisleno razlikovati od onih uzrokovanih kozmičkim zrakama.
Tranzit Merkura s Marsa dogodio se 12. siječnja 2005. od oko 14:45 UTC do 23:05 UTC. Teoretski, to su mogli primijetiti i Spirit i Opportunity ; međutim, razlučivost fotoaparata nije dopuštala vidjeti Merkurov 6.1-inčni kutni promjer. Oni su bili u mogućnosti promatrati tranzit Deimosa preko Sunca, ali u 2' kutni promjer, Deimos je oko 20 puta veća od kutnog promjera Merkura 6.1". Podaci Ephemerisa koje generiraju JPL Horizons upućuju na to da bi Opportunity mogao promatrati tranzit od početka do lokalnog zalaska sunca oko 19:23 UTC po zemaljskom vremenu, dok bi Spirit mogao to promatrati iz lokalnog izlaska sunca oko 19:38 UTC do kraja tranzita.

## Počasti
U znak sjećanja na veliki doprinos Spiritovom istraživanju Marsa, asteroid 37452 Spirit dobio je ime po njemu.  Ime je predložila Ingrid van Houten-Groeneveld koja je zajedno s Cornelis Johannesom van Houtenom i Tomom Gehrelsom otkrila asteroid 24. rujna 1960. godine. 
Spiritovo slijetanje na Mars nagrađeno je nagradom Proboj godine.
Znanstveni centar Reuben H. Fleet i Liberty Science Center također imaju IMAX-ovu emisiju pod nazivom Roving Mars koja dokumentira putovanje i Spirta i Opportunitya, koristeći CG i stvarne slike. 
4. siječnja 2014. proslavljena je deseta obljetnica njegovog slijetanja u brojnim vijestima, unatoč gotovo četiri godine od gubitka komunikacije.
Kako bi odali počast roveru, tim JPL-a imenovao je područje u blizini kratera Endeavour, koje je Opportunity istražio, "Spirit Point". 

## Galerija slika
- Lansiranje rovera Spirit
- Spiritov prikaz svojeg landera na površini Marsa
- Prva slika u boji sastavljena od roverovih fotografija; bila je slika u boji najviše razlučivosti snimljena na drugom planetu.
- Zalazak Sunca na Marsu
- Prva slika Zemlje s nekog drugog planeta
- Fobos i Deimos
- Erozivan učinak vjetra na otvrdnutu lavu.
- Spiritov autoportret iz ožujka 2007. Naglasak je na solarnim panelima prekrivenim prašinom zbog čega je rover imao problema s električnom energijom.
- Roverov trag pokazuje prašinu bogatu silicijem
- Spiritova panorama